# Ruslan Pimenov
Ruslan Valer'evič Pimenov (in russo Руслан Валерьевич Пименов?; Mosca, 25 novembre 1981) è un ex calciatore russo, di ruolo attaccante.

## Biografia
È il padre di Kristina Pimenova.

## Palmarès
- Campionato russo: 2

Lokomotiv Mosca: 2002, 2004
- Coppa di Russia: 2

Lokomotiv Mosca: 1999-2000, 2000-2001
- Supercoppa di Russia: 1

Lokomotiv Mosca: 2003

## Statistiche

### Cronologia presenze e reti in nazionale
| Cronologia completa delle presenze e delle reti in nazionale ― Russia | Cronologia completa delle presenze e delle reti in nazionale ― Russia | Cronologia completa delle presenze e delle reti in nazionale ― Russia | Cronologia completa delle presenze e delle reti in nazionale ― Russia | Cronologia completa delle presenze e delle reti in nazionale ― Russia | Cronologia completa delle presenze e delle reti in nazionale ― Russia | Cronologia completa delle presenze e delle reti in nazionale ― Russia | Cronologia completa delle presenze e delle reti in nazionale ― Russia |
| Data                                                                  | Città                                                                 | In casa                                                               | Risultato                                                             | Ospiti                                                                | Competizione                                                          | Reti                                                                  | Note                                                                  |
| --------------------------------------------------------------------- | --------------------------------------------------------------------- | --------------------------------------------------------------------- | --------------------------------------------------------------------- | --------------------------------------------------------------------- | --------------------------------------------------------------------- | --------------------------------------------------------------------- | --------------------------------------------------------------------- |
| 17-5-2002                                                             | Mosca                                                                 | Russia                                                                | 1 – 1 dts (4 – 5 dtr)                                                 | Bielorussia                                                           | Amichevole                                                            | -                                                                     |                                                                       |
| 5-6-2002                                                              | Kōbe                                                                  | Russia                                                                | 2 – 0                                                                 | Tunisia                                                               | Mondiali 2002 - 1º turno                                              | -                                                                     |                                                                       |
| 9-6-2002                                                              | Yokohama                                                              | Giappone                                                              | 1 – 0                                                                 | Russia                                                                | Mondiali 2002 - 1º turno                                              | -                                                                     | 13’ 46’                                                               |
| 21-8-2002                                                             | Mosca                                                                 | Russia                                                                | 1 – 1                                                                 | Svezia                                                                | Amichevole                                                            | -                                                                     | 35’                                                                   |
| Totale                                                                |                                                                       | Presenze                                                              | 4                                                                     |                                                                       | Reti                                                                  | 0                                                                     |                                                                       |